# タイラー・フィッツジェラルド
タイラー・ジョセフ・フィッツジェラルド（Tyler Joseph Fitzgerald, 1997年9月15日 - ）は、 アメリカ合衆国イリノイ州スプリングフィールド出身のプロ野球選手（内野手、外野手）。右投右打。MLBのサンフランシスコ・ジャイアンツ所属。父は元プロ野球選手のマイク・フィッツジェラルド。

## 経歴

### プロ入り前
2016年のMLBドラフト30巡目（全体898位）でボストン・レッドソックスから指名されたが、契約せずにルイビル大学へ進学した。

### プロ入りとジャイアンツ時代
2019年のMLBドラフト4巡目（全体116位）でサンフランシスコ・ジャイアンツから指名されプロ入り。契約後、傘下のルーキー級アリゾナリーグ・ジャイアンツでプロデビュー。A-級セイラム＝カイザー・ボルケーノズとA級オーガスタ・グリーンジャケッツでもプレーし、3チーム合計で48試合に出場して打率.276、1本塁打、30打点、6盗塁を記録した。
2020年は新型コロナウイルスの影響でマイナーリーグの試合が開催されなかったため、公式戦の出場は無かった。
2021年はA+級ユージーン・エメラルズでプレーし、103試合に出場して打率.262、19本塁打、65打点、12盗塁を記録した。
2022年はAA級リッチモンド・フライングスクウォーレルズでプレーし、125試合に出場して打率.229、21本塁打、58打点、20盗塁を記録した。
2023年、マイナーではAA級リッチモンドとAAA級サクラメント・リバーキャッツでプレーし、2チーム合計で121試合に出場して打率.292、22本塁打、78打点、32盗塁を記録した。9月21日にメジャー契約を結んでアクティブ・ロースター入りすると、同日のロサンゼルス・ドジャース戦にて「9番・中堅手」で先発出場してメジャーデビューし、初安打と初打点を記録した。この年メジャーでは10試合に出場して打率.219、2本塁打、5打点、2盗塁を記録した。また、同年は投手としても3試合に登板した。
2024年は7月に打率.321、8本塁打、15打点を記録して、ルーキー・オブ・ザ・マンスを受賞した。この年は遊撃手を中心に内外野の合計5ポジションで96試合に出場して、打率.280、15本塁打、34打点、17盗塁、OPS.831の好成績を記録した。
2025年は6月に7安打しか放てず、同月23日にマイナー・オプションでAAA級サクラメントに降格した。

## 詳細情報

### 年度別打撃成績
| 年 度    | 球 団    | 試 合 | 打 席 | 打 数 | 得 点 | 安 打 | 二 塁 打 | 三 塁 打 | 本 塁 打 | 塁 打 | 打 点 | 盗 塁 | 盗 塁 死 | 犠 打 | 犠 飛 | 四 球 | 敬 遠 | 死 球 | 三 振 | 併 殺 打 | 打 率 | 出 塁 率 | 長 打 率 | O P S |
| -------- | -------- | ----- | ----- | ----- | ----- | ----- | -------- | -------- | -------- | ----- | ----- | ----- | -------- | ----- | ----- | ----- | ----- | ----- | ----- | -------- | ----- | -------- | -------- | ----- |
| 2023     | SF       | 10    | 34    | 32    | 3     | 7     | 2        | 0        | 2        | 15    | 5     | 2     | 0        | 0     | 0     | 2     | 0     | 0     | 10    | 0        | .219  | .265     | .469     | .733  |
| 2024     | SF       | 96    | 341   | 314   | 53    | 88    | 19       | 2        | 15       | 156   | 34    | 17    | 4        | 0     | 1     | 22    | 0     | 4     | 108   | 2        | .280  | .334     | .497     | .831  |
| MLB：2年 | MLB：2年 | 106   | 375   | 346   | 56    | 95    | 21       | 2        | 17       | 171   | 39    | 19    | 4        | 0     | 1     | 24    | 0     | 4     | 118   | 2        | .275  | .328     | .494     | .822  |

- 2024年度シーズン終了時

### 年度別投手成績
| 年 度    | 球 団    | 登 板 | 先 発 | 完 投 | 完 封 | 無 四 球 | 勝 利 | 敗 戦 | セ 丨 ブ | ホ 丨 ル ド | 勝 率 | 打 者 | 投 球 回 | 被 安 打 | 被 本 塁 打 | 与 四 球 | 敬 遠 | 与 死 球 | 奪 三 振 | 暴 投 | ボ 丨 ク | 失 点 | 自 責 点 | 防 御 率 | W H I P |
| -------- | -------- | ----- | ----- | ----- | ----- | -------- | ----- | ----- | -------- | ----------- | ----- | ----- | -------- | -------- | ----------- | -------- | ----- | -------- | -------- | ----- | -------- | ----- | -------- | -------- | ------- |
| 2024     | SF       | 3     | 0     | 0     | 0     | 0        | 0     | 0     | 0        | 0           | ----  | 14    | 3.0      | 6        | 0           | 0        | 0     | 0        | 0        | 0     | 0        | 3     | 3        | 9.00     | 2.00    |
| MLB：1年 | MLB：1年 | 3     | 0     | 0     | 0     | 0        | 0     | 0     | 0        | 0           | ----  | 14    | 3.0      | 6        | 0           | 0        | 0     | 0        | 0        | 0     | 0        | 3     | 3        | 9.00     | 2.00    |

- 2024年度シーズン終了時
- 表中の「-」は記録なし

### 表彰
- ルーキー・オブ・ザ・マンス：1回（2024年7月）

### 背番号
- 49（2023年 - ）